# Iztok Durjava
Iztok Durjava, slovenski umetnostni zgodovinar, 26. marec 1949, Ljubljana.
Diplomiral je 1974 in doktoriral 1985 na ljubljanski Filozofski fakulteti. Leta 1974 se je zaposlil v Muzeju novejše zgodovine Slovenije v Ljubljani, kjer je bil v letih 1995−2000 tudi direktor. Proučuje likovne pojave v umetnosti 20. stoletja na Slovenskem s stališča njihove držbene pogojenosti. Objavil je več razprav in monografij, ter bil kustos več razstav doma in tujini, predvsem na temo partizanske grafike in risbe. Raziskal je opus slikarjev Draga in Nandeta Vidmarja in v ljubljanskem Mestnem muzeju pripravil njuni retrospektivi ter objavil monografiji.